# 香川県立三豊体育館
香川県立三豊体育館（かがわけんりつみとよたいいくかん）は、かつて香川県観音寺市池之尻町の観音寺市総合運動公園内にあった体育館。 
1979年開館。老朽化のため2011年6月香川県議会において2012年度からの解体が決定し、2012年3月31日をもって閉館した。跡地は近隣にある観音寺市立総合体育館のサブアリーナとなり、現在（2016年5月）に至る。

## 施設概要
- 主競技場 - 面積 1,393m2
- 卓球場 - 面積 308m2
- 柔道場 - 面積 131m2
- 剣道場 - 面積 138m2
- トレーニングルーム - 面積 124m2